# Vila Maior (São Pedro do Sul)
Vila Maior es una freguesia portuguesa del concelho de São Pedro do Sul, con 14,09 km² de superficie y 1.127 habitantes (2001). Su densidad de población es de 80,0 hab/km².